# Vulgientes
Les Vulgientes sont une peuplade celto-ligure de la Fédération des Albiques qui vécut entre le  VIe siècle av. J.-C. et le  Ier siècle av. J.-C.

## Localisation
Géographiquement localisés sur le secteur de la vallée du Calavon entre les Monts de Vaucluse et le Luberon, avec comme métropole la ville d'Apt : Apta Julia.

## Traces archéologiques
Celle-ci faisait partie de la fédération des Albiques, avec les Albienses, du Plateau d'Albion, et les Vordenses de Gordes. Cette fédération avait fait de l'oppidum de Perréal sa capitale trois siècles avant notre ère,. Cet oppidum fut occupé pendant 500 ans puisque les fouilles menées en 1951 ont mis au jour une habitation datée du Ier siècle av. J.-C..
Les Vulgientes occupèrent aussi le site des Agnels, proche du hameau du même nom, près du ruisseau de la Mauragne. Il a livré un important matériel mésolithique daté d’entre -9 000 à –6 000 avant notre ère. Plus de cinq mille silex taillés y ont été répertoriés correspondant à huit types différents. Les chasseurs-cueilleurs, qui ont fréquenté ce lieu de rendez-vous, consommaient de l’auroch, du cerf, du sanglier et du lapin. Un autre site archéologique à Roquefure, sur la rive gauche du Calavon, a permis d’étudier neuf niveaux archéologiques allant de la fin du paléolithique jusqu’à celle du néolithique.
La cité d’Apt fut fondée en -45 sur ordre de Jules César et achevée en cinq ans. Elle prit le nom de Colonia Apta Iula Vulgentis et devint la capitale des Vulgientes. Plusieurs oppida pré-romains furent rasés par les Romains (comme l'oppidum de la colline du Perréal).
Au cours des fouilles de la villa de Tourville, sise à Saignon, sous les fondations d'un chai viticole romain, les archéologues ont exhumé, une table de pressoir qui avait servi à élaborer du vin à l'époque des Vulgientes. Cette maie était semblable à celles qui ont été dégagées à Entremont et datées du IIe siècle avant notre ère.
Cette découverte est une des preuves indéniables qu'ils cultivait la vigne bien avant la colonisation romaine. Peu après sa fondation, Marseille, dont la chora (terres agricoles) était fort réduite, dut chercher des approvisionnements auprès des cités voisines. Guy Barruol a montré que les Massaliotes recherchaient les simples et les herbes aromatiques des contreforts alpins qu'ils troquaient contre du vin. Ces relations commerciales furent d'importance comme l'atteste le nombre d'amphores massaliotes, de kylis et de péliké retrouvés lors des fouilles sur les territoires des Vulgientes. Celle-ci, grâce à l'influence des Phocéens de Marseille, se mit dès lors à tailler ses vignes et ses oliviers.
| Inscription gallo-grecque de Saignon                        |
| ----------------------------------------------------------- |
| ...]ΔΒΟ[...]ΤΟΟ[...] ΟΥΕΙΜΑΤΙοΚΑΝ [...] ΛΙΟΥΕΙΚΑΡΝΙΤΟΥ [... |

Ces contacts étroits avec les Grecs de Massalia sont confirmés par une inscription gallo-grecque qui a été découverte en 1867 dans les jardins du presbytère de Saignon. Ce cippe est actuellement déposé dans l'église paroissiale Notre-Dame de Pitié. On y lit notamment  […] ouei matican[…]liouei carnitou […] qui a été traduit partiellement par « a érigé le matica ». Quant à carnitou, ce vocable se retrouve sur la pierre bilingue de Todi et sur la stèle de San Bernadino de Briona.